# Supreme Clientele
Supreme Clientele – drugi album amerykańskiego rapera Ghostface Killah wydany 25 stycznia 2000 roku nakładem Razor Sharp Records.

## Lista utworów
| #  | Tytuł                         | Czas | Tekst                                            | Producent              | Wykonanie                                               |
| -- | ----------------------------- | ---- | ------------------------------------------------ | ---------------------- | ------------------------------------------------------- |
| 1  | "Intro"                       | 0:46 |                                                  |                        |                                                         |
| 2  | "Nutmeg"                      | 4:25 | D. Coles, R. Diggs                               | Black Moes-Art         | Ghostface Killah i RZA                                  |
| 3  | "One"                         | 3:46 | D. Coles                                         | Ju-Ju                  | Ghostface Killah i T.M.F.                               |
| 4  | "Saturday Nite"               | 1:39 | D. Coles                                         | Carlos "6 July" Broady | Ghostface Killah                                        |
| 5  | "Ghost Deini"*                | 4:05 | D. Coles                                         | The Blaquesmiths       | Ghostface Killah i Superb                               |
| 6  | "Apollo Kids"                 | 3:54 | D. Coles, C. Woods                               | Hassan                 | Ghostface Killah i Raekwon                              |
| 7  | "The Grain"                   | 2:34 | D. Coles, R. Diggs                               | RZA                    | Ghostface Killah i RZA                                  |
| 8  | "Buck 50"                     | 4:02 | D. Coles                                         | RZA                    | Ghostface Killah, Method Man, Cappadonna, Redman        |
| 9  | "Mighty Healthy"              | 3:21 | D. Coles                                         | Mathematics            | Ghostface Killah                                        |
| 10 | "Woodrow the Basehead" (Skit) | 3:04 | D. Coles                                         |                        |                                                         |
| 11 | "Stay True                    | 1:39 | D. Coles, J. Hunter                              | Inspectah Deck         | Ghostface Killah i 60 Second Assassin                   |
| 12 | "We Made It"                  | 4:37 | D. Coles, C. Smith                               | Carlos "6 July" Broady | Ghostface Killah, Superb, Chip Banks, Hell Razah        |
| 13 | "Stroke of Death"             | 1:56 | D. Coles                                         | RZA                    | Ghostface Killah, Solomon Childs, RZA                   |
| 14 | "Iron's Theme – Intermission" | 1:30 | D. Coles                                         |                        |                                                         |
| 15 | "Malcolm"                     | 4:15 | D. Coles                                         | Choo the Specializt    | Ghostface Killah                                        |
| 16 | "Who Would You Fuck?"         | 2:44 | D. Coles                                         |                        |                                                         |
| 17 | "Child’s Play"                | 3:33 | D. Coles                                         | RZA                    | Ghostface Killah                                        |
| 18 | "Cherchez LaGhost"            | 3:11 | D. Coles, L. Hawkins                             | Carlos Bess            | Ghostface Killah, U-God                                 |
| 19 | "Wu Banga 101"                | 4:23 | D. Coles, G. Grice, C. Woods, D. Hill, E. Turner | Mathematics            | Ghostface Killah, GZA, Raekwon, Cappadonna, Masta Killa |
| 20 | "Clyde Smith" (skit)          | 2:40 | D. Coles                                         |                        | Raekwon                                                 |
| 21 | "Iron's Theme – Conclusion"   | 1:58 | D. Coles                                         |                        |                                                         |